# 1921 في البرتغال
فيما يلي قوائم الأحداث التي وقعت خلال عام 1921 في البرتغال.

## سياسة

### تعيين في المنصب
- 2 مارس – برناردينو ماتشادو رئيس وزراء البرتغال.

### انتهاء فترة المنصب
- 24 مايو – برناردينو ماتشادو رئيس وزراء البرتغال.

## مواليد

### مارس
- 31 مارس – إدواردو سيركويرا لاعب كرة قدم برتغالي.

### مايو
- 3 مايو – فاسكو غونسالفيس سياسي برتغالي.

### يوليو
- 28 يوليو – إيرنيستو أوليفيرا لاعب كرة قدم برتغالي.

### نوفمبر
- 1 نوفمبر – جاسينتو ماركيز لاعب كرة قدم برتغالي.

## وفيات

### يناير
- 29 يناير – أنطونيو غوميز ليال (مواليد 1848)

### أكتوبر
- 19 أكتوبر – أنطونيو ماتشادو سانتوس (مواليد 1875) سياسي برتغالي.